# Sant Sebastià de Moià
Sant Sebastià de Moià era una església de la vila de Moià, cap de la comarca del Moianès.
Era una església gran, situada al lloc més elevat de la població, al seu nord, en el lloc que actualment ocupa la Plaça de Sant Sebastià, davant mateix de la porta principal de l'edifici de la Casa de la Vila. Fou enderrocada durant la Guerra civil.